# Грабители (филм, 1895)
„Грабители“ (на английски: Footpads) е британски късометражен криминален ням филм от 1895 година на режисьора и продуцент Робърт Уилям Пол. Премиерата му се състои през месец май същата година и е последен съвместен проект между Пол и Бърт Ейкрис.

## Сюжет
Филмът показва един пешеходец с шапка на главата в дъждовния Лондон, който е нападнат от трима обирджии и спасен от преминаващ полицай. Но и пред представителя на властта, грабителите не се дават лесно.